# Lily O. Rodríguez
Lily O. Rodríguez es una zoóloga, doctora en ecología, experta en la conservación de la biodiversidad con una extensa experiencia en la cooperación internacional, el desarrollo sostenible y la investigación (herpetología); el diseño de las políticas nacionales e internacionales, proyectos, gestión y vigilancia de las áreas protegidas y los recursos naturales. En 2017, desarrolla actividades académicas y científicas en la Cátedra de Recursos y Economía Ambiental, en la Universidad de Bonn.

## Estudios realizados
Estudió biología (énfasis en zoología) en la Universidad Nacional Agraria La Molina, en Lima, Perú. Después de terminar su B.S. obtuvo un título de bióloga (1982), con un estudio sobre una tortuga amazónica. En 1984, obtuvo un D.E.A en Ecología, por la Universidad de París, en el Lab de Ecología. En 1991, se convirtió en doctora en ecología, por la Universidad de París VII, con una disertación sobre la "reproducción y la diversidad de la comunidad de ranas de Cocha Cashu, Manu N.P, Perú".

## Algunas publicaciones
- Catenazzi, A., E. Lehr, L.O.Rodríguez, V. Vredenburg. 2011. Batrachochytrium dendrobatidis and the Collapse of Anuran Species Richness and Abundance in the Upper Manu National Park, Southeastern Peru. Conservation Biology: 25(2): 382-391.
- Hoffmann et al. “The Impact of Conservation on the Status of the World’s Vertebrates” Science 330, 1503 (2010); dic. 2010: 1503-1509. DOI: 10.1126/ science.1194442
- Catenazzi, A, L. Rodríguez & M. Donnelly. 2009. The advertisement calls of four species of glassfrogs (Centrolenidae) from southeastern Peru. Studies on Neotropical Fauna and Environment, 44(2): 83–91.
- Grant, T; L.O. Rodríguez. 2001. Two new species of frogs of the genus Colostethus (Dendrobatidae) from Peru: and a redescription of C. trilineatus (Boulenger, 1883). American Museum Novittates 3355: 1 - 24.
- Rodríguez, L. & K. Young. 2000. Biological Diversity In Peru: Determining Priority Areas for Conservation. AMBIO 29 (6): 329-337.

### Libros, y capítulos
- (redactora jefe) 2009. Caja de Herramientas para la gestión de áreas de conservación. INRENA-GTZ. 8 v. Lima..[3]
- Bolaños, et al. 2008. Amphibians of the Neotropical Realm, p. 92–99 in Stuart, S.N., Hoffmann, et al (ed.)  Threatened Amphibians of the World. Lynx Ediciones, con IUCN - CI, & NatureServe, Barcelona.
- Young, K, & L. Rodríguez. 2006. Development of Peru's Protected-Area System: Historical Continuity of Conservation Goals. En: Zimmerer, Karl S. ed. Globalization and New Geographies of Conservation U. of Chicago Press.
- Rodríguez, L. O. (ed.) 2001. El Manu y Otras Experiencias de Investigación y Manejo De Bosques Tropicales. Proc. of a symposium. Proyecto Pro-Manu, Convenio UE/PER B7- 6201/I/95/020. Lima. 308 p.
- ALVERSON, W, L. O. RODRIGUEZ & D. K. MOSKOVITS (eds.) 2001. PERU: BIABO – CORDILLERA AZUL. RAPID BIOLOGICAL INVENTORIES: REPORT 2. Chicago, Il. The Field Museum. 88 p.
- Rodríguez, L & Bentjee, K. (eds.) 2000. Implementing the Global Taxonomy Initiative: Recommendations from DIVERSITAS element 3, including an assessment of present knowledge of key species groups. CBD Information paper: UNEP/CBD/SBSTTA/INF6 24 p.
- Rodríguez, L. 1999. Monitoring Biological Diversity in Biosphere Reserves: Manu. In Slovak National Committee for UNESCO-MAB program. "Role of UNESCO - MAB Biosphere Reserves in Implementation of the Convention on Biological Diversity". Bratislava, p. 26-31.
- Rodríguez, L. 1996 (ed.) Diversidad Biológica Del Perú: Áreas Prioritarias Para Su Conservación. GTZ-INRENA. Lima, 191 p.
- Rodríguez L. & W. E. Duellman. 1994. Guide to the Frogs of The Iquitos Region. Special publication N.º 22. The University of Kansas, Museum of Natural History, Lawrence.[4]

## Abreviatura (zoología)
La abreviatura L.O.Rodríguez  se emplea para indicar a Lily O. Rodríguez como autoridad en la descripción y taxonomía en zoología.